# Guus Vogels
Augustinus Wilhelmus Johannes Marines Vogels, conhecido como Guus Vogels (Naaldwijk, 26 de março de 1975), é um jogador de hóquei sobre a grama neerlandês que atua como goleiro. Já jogou pela seleção de seu país e conquistou três medalhas olímpicas, duas delas de ouro.

## Carreira

### Olimpíadas de 2004
Guus Vogels competiu nas Olimpíadas de Atenas de 2004, na qual conquistou uma medalha de prata. Sua seleção qualificou-se para as semifinais após terminar a fase inicial do torneio olímpico em primeiro lugar do grupo B. Na semifinal os neerlandeses venceram a Alemanha por 3 a 2. Mas na partida decisiva da competição, Guus Vogels e seus companheiros de equipe foram derrotados pelos australianos por 2 a 1, ficando assim com a prata.